# Orígenes: El bolero TOUR
Orígenes: El bolero TOUR es una gira de conciertos de Café Quijano que comienza el 18 de enero de 2013 en Palencia, y que presenta en directo su nuevo trabajo del mismo nombre Orígenes: El Bolero .

## Fechas
| España I |                       |                                    |        |                                             |          |
| #        | Fecha                 | Ciudad                             | País   | Arena / Auditorio / Estadio                 | Nota     |
| 1        | 18 de enero de 2013   | Palencia (Palencia)                | España | Teatro Ortega                               | Agotadas |
| 2        | 19 de enero de 2013   | Santurce (Vizcaya)                 | España | Serantes Kultur Aretoa                      | Agotadas |
| 3        | 25 de enero de 2013   | Ponferrada (León)                  | España | Teatro Bergidum                             | Agotadas |
| 4        | 26 de enero de 2013   | Santiago de Compostela (La Coruña) | España | Teatro Principal de Santiago de Compostela  | Agotadas |
| 5        | 1 de febrero de 2013  | Ciudad Real (Ciudad Real)          | España | Teatro Quijano                              | Agotadas |
| 6        | 2 de febrero de 2013  | Gijón (Asturias)                   | España | Teatro Jovellanos                           | Agotadas |
| 7        | 3 de febrero de 2013  | Benavente (Zamora)                 | España | Teatro Reina Sofía                          | Agotadas |
| 8        | 7 de febrero de 2013  | Murcia (Murcia)                    | España | Teatro Romea                                | Agotadas |
| 9        | 8 de febrero de 2013  | Alicante (Alicante)                | España | Aula de Cultura de la Caja del Mediterráneo |          |
| 10       | 15 de febrero de 2013 | León (León)                        | España | Auditorio Ciudad de León                    | Agotadas |
| 11       | 16 de febrero de 2013 | Albacete (Albacete)                | España | Palacio de Congresos de Albacete            |          |
| 12       | 22 de febrero de 2013 | Benicasim (Castellón)              | España | Teatro Principal de Benicassim              | Agotadas |
| 13       | 23 de febrero de 2013 | Guadalajara (Guadalajara)          | España | Teatro Auditorio Buero Vallejo              |          |
| 14       | 28 de febrero de 2013 | Burgos (Burgos)                    | España | Teatro Principal de Burgos                  | Agotadas |
| 15       | 1 de marzo de 2013    | Pamplona (Navarra)                 | España | Auditorio de Barañáin                       | Agotadas |
| 16       | 2 de marzo de 2013    | Orense (Orense)                    | España | Auditorio Municipal de Orense               |          |
| 17       | 8 de marzo de 2013    | Elda (Alicante)                    | España | Teatro Castelar                             |          |
| 18       | 9 de marzo de 2013    | Roquetas de Mar (Almería)          | España | Teatro Auditorio Roquetas de Mar            |          |
| 19       | 14 de marzo de 2013   | Santander (Cantabria)              | España | Teatro Casyc                                | Agotadas |
| 20       | 16 de marzo de 2013   | Ávila (Ávila)                      | España | Auditorio Lienzo Norte                      |          |

- Datos: Q9053360